# يعرب بو رحمة
يعرب بورحمة (1974-)مخرج كويتي

## حياته الخاصة
ولد في الكويت متزوج ولديه ولدان، حاصل على شهادة البكالوريوس في الإخراج الإذاعي التلفزيوني «جامعة سنترال فلوريدا»، أورلاندو بأميركا 1996، تخصص اضافي، إدارة الأعمال والاتصالات عمل كمنتج ومستشار اعلامي

## مشواره المهني
بدأ مخرجا ومنتجا لمجموعة من البرامج الوثائقية والتلفزيونية.مخرج ومنتج أفلام وثائقية وافلام للشركات. قام بصياغة وإنتاج أول فيلم وثائقي عربي واسطوانة «دي. في. دي» تفاعلية حول حالة الديسلسكيا - صعوبات تعلم القراءة وحصل على شهادة من الامم المتحدة، ووزع في كافة المراكز العربية، أنتج وأخرج أكثر من أربعين فيديو موسيقيا. صاحب شركة «زوايا» المتخصصة في برامج التوعية العامة والنمو الاجتماعي.حاصل على عدد من الجوائز الدولية والمحلية وشهادات التقدير ومنها شهادة من سمو أمير البلاد على العرض الموسيقي «صباح الوطن».
لم يلتزم النمط التقليدي بتصوير المشاهد، بل عمل على الخروج من الدائرة المرسومة لهذا النوع من العمل، وصار يتحرك بين الجمهور والنجم، ليطوع كاميرته باتجاه نقل الحركة العفوية والتلقائية التي يصوبها نحو الجمهور والمكان كي تكتسب الرضا والإعجاب من المشاهدين، وكأنه يقول هذا ما تعلمته من المدرسة الاميركية بالاخراج. فـ«الفيديو كليب» على سبيل المثال ساهم في انتشار الاغنية العربية، وكان له دور في ذلك، لكن من منظور يعرب بورحمة الذي قدم أكثر من خمسة عشر عملاً فنياً وابرزها ألبوم فرقة  جيتارا، وهي أول فرقة موسيقية كويتية تضم أعضاء من الجنسين
ويصف اسلوبه بتصوير اغاني «الفيديو كليب» بانه نوع من التحدي الدائم والذي لا يتوقف عند كل محطة جديدة توكل اليه، وأصعب الحالات لديه عندما لا يتذوق الاغنية على الرغم من حرصه على سماعها عدة مرات وجلوسه مع الكاتب والملحن وعندما تختمر الفكرة تخرج بسلاسة واتقان.
خاض عدة تجارب في مجال الافلام الوثائقية منها «انا أتعلم» و «تاريخ الانتخابات الاميركية» و «العمالة الوافدة»، لكن من اكثرها حيوية فيلم يعتبر الأول من نوعه على مستوى الوطن العربي، الموجه نحو فئة ذوي الاحتياجات الخاصة بالتعليم والاشراف المباشر من الامم المتحدة، وزعت منه عشرة الاف نسخة في العالم العربي استخدم فيه تقنيات سينمائية حديثة، وكذلك فيلم عن مرض «الديسلسكيا» الذي يتمنى ان ينتشر في معظم انحاء العالم وقد عرض في مدينة نيويورك، تأثر به كثيرا لدرجة انه شعر بانه مصاب بهذا المرض لشدة اقترابه من مضمونه واستيعابه لابعاده الإنسانية والاجتماعية.
أنجز العديد من الأعمال الفنية وعمل مستشارا اعلاميا لحملات وطنية اجتماعية وقام بادارة فعاليات واشترك مع أربعة من كبار رجال الموسيقى بالكويت، دخل البرامج التلفزيونية سواء بتلفزيون الكويت وتلفزيون الوطن وقناة الشاهد، كصاحب افكار ومخرج برامج حوارية وسياسية واشرف على استديو البث على الهواء مباشرة.
من الجيل الرابع للمخرجين الكويتيين والذي يشار اليه بجيل التجديد والتغيير، وبقدر ما ترافقه الكاميرا في أعماله يبتعد عنها إذا ما كان الكلام عن شخصه، فقد أخذ من استاذه عبد المحسن حيات الدقة والالتزام والموضوعية مثلما صار المخرج احمد الخلف الفائز فيلمه السينمائي «سلام» يتحدث عنه بصفته «تلميذه الذي عمل معه منذ عام 2002» وكان ثمرة التعاون 17 فيديو كليب أغنية و15 فيلما وثائقيا وإعلانات.
طيلة 13 سنة توزعت أعماله من الأفلام الدعائية والرسائل التوعوية إلى إنتاج الافلام والبرامج الوثائقية إلى البرامج السياسية والاجتماعية والمنوعة والتعليمية وصولا للعروض المسرحية وإدارة المشاريع والاغاني المصورة والتصاميم والالبومات الغنائية، إضافة إلى المشاركة في اقامة ورش العمل والإنتاج المناسبات الوطنية.. إختبر نفسه في معظم الحقول ذات الصلة بالاخراج الاذاعي والتلفزيوني حتى قيل انه لم يترك تخصصا الا وطرق بابه مما اعطاه خبرات ميدانية عززت من مهاراته.
عام 2014 أخرج وأسس برنامج توا الليل التي عرضت على تلفزيون الوطن كتب وأنتج فيلم كان رفيجي عام 2014 ،إنتاج وإخراج مسرحية احسبها غير 2015 ، وفي عام 2016 كتب وأنتاج فيلم عتيج للمخرج أحمد الخلف
```
وفي عام 
2017
 قدم أوبريت مذكرات بحار علي خشبة المسرح الوطني في مركز جابر الثقافي 
[
4
]
```

وفي عام 2008 قدم أوبريت صباح الوطن الذي أحدث نقله نوعية وكبيرة في صناعة الأوبريتات الوطنية ، من أشهر أغاني الأوبريت منهو مثل الكويت و أغنية  ياللي تحب الكويت لا تقطع الأمال الأوبريت من كلمات بدر بورسلي وألحان مشعل العروج غناء عبدالله الرويشد و نبيل شعيل , نوال الكويتية والفنان محمد المسباح

## روابط خارجية
- يعرب بو رحمة على موقع قاعدة بيانات الأفلام العربية